# Bulbostylis graminifolia
Bulbostylis graminifolia är en halvgräsart som beskrevs av Charles Baron Clarke. Bulbostylis graminifolia ingår i släktet Bulbostylis och familjen halvgräs. Inga underarter finns listade i Catalogue of Life.